# マーマデューク・コンスタブル＝マクスウェル (第11代テレグルスのヘリーズ卿)
第11代テレグルスのヘリーズ卿マーマデューク・フランシス・コンスタブル＝マクスウェル（英語: Marmaduke Constable-Maxwell, 11th Lord Herries of Terregles、1837年10月4日 – 1908年10月5日）は、イギリスの貴族。

## 生涯
第10代テレグルスのヘリーズ卿ウィリアム・コンスタブル＝マクスウェルとマーシア・ヴァヴァソア（Marcia Vavasour、1816年ごろ – 1883年11月13日、初代準男爵サー・エドワード・ヴァヴァソアの娘）の息子として、1837年10月4日に生まれ、ストーニーハースト・カレッジで教育を受けた。
1876年11月12日に父が死去すると、テレグルスのヘリーズ卿の爵位を継承した。1884年11月10日、連合王国貴族であるイースト・ライディング・オブ・ヨークシャーにおけるエヴァリンガムおよびダンフリーズシャーにおけるカラヴェロック城のヘリーズ男爵に叙された。
1875年4月14日、アンジェラ・メアリー・シャーロット・フィッツアラン＝ハワード（Angela Mary Charlotte Fitzalan-Howard、1855年2月24日 – 1919年3月1日、初代グロソップのハワード男爵エドワード・フィッツアラン＝ハワードの娘）と結婚、2女をもうけた。
- グウェンドリン（英語版）（1877年1月11日 – 1945年8月28日） - 第12代テレグルスのヘリーズ女卿。1904年2月15日、第15代ノーフォーク公爵ヘンリー・フィッツアラン＝ハワードと結婚、子供あり[2]
- アンジェラ・メアリー（1877年12月10日 – 1965年4月24日） - 1904年4月20日、第7代パース伯爵エリック・ドラモンドと結婚、子供あり[2]

1880年にイースト・ライディング・オブ・ヨークシャー統監に任命され、1885年5月26日にカークブリー統監に任命され、1908年に死去するまで務めた。
1883年時点でイースト・ライディング・オブ・ヨークシャーに6,858エーカーの土地を、リンカンシャーに2,800エーカーの土地を、ダンフリーズシャーに5,814エーカーの土地を、カークブリーシャーに3,423エーカーの土地（合計で年収19,152ポンド相当の18,895エーカーの土地）を所有していた。
1908年10月5日に死去、ヘリーズ男爵位は廃絶、テレグルスのヘリーズ卿位は長女グウェンドリンが継承した。